# Janine Guyon
Janine Guyon, née dans le 9e arrondissement de Paris le 12 janvier 1919, morte à Sèvres le 11 mai 2015, est une actrice et réalisatrice de télévision française.

## Biographie
Janine Guyon était depuis 1955 l'épouse de Georges Guétary avec qui elle a eu deux enfants.

## Filmographie

### Actrice
- 1937 : Claudine à l'école de Serge de Poligny
- 1937 : Un scandale aux Galeries de René Sti
- 1938 : Prison sans barreaux de Léonide Moguy
- 1941 : Opéra-Musette de René Lefèvre et Claude Renoir
- 1950 : Prélude à la gloire de Georges Lacombe

### Réalisatrice
- 1956 : Rendez-vous avec... Jean Bretonnière
- 1956 : Rendez-vous avec... Mick Micheyl
- 1960 : La Kermesse aux chansons (1 épisode)
- 1972 : Kitsch-Kitsch
- 1972 : Le Fado de la liberté
- 1972 : Le Voleur de riens
- 1978 : Les quat'zamis (récré A2)
- 1982 : Dorothée au royaume de Diguedondaine